# Bieliny (powiat radomski)
Bieliny – wieś w Polsce położona w województwie mazowieckim, w powiecie radomskim, w gminie Pionki. Ma status sołectwa.
W latach 1957–1975 miejscowość administracyjnie należała do województwa kieleckiego, a następnie w latach 1975–1998 do województwa radomskiego.
1973–1983 w gminie Zwoleń

## Części wsi
| SIMC    | Nazwa      | Rodzaj     |
| ------- | ---------- | ---------- |
| 0630557 | Lipiny     | przysiółek |
| 0630534 | Łęg        | część wsi  |
| 0630563 | Stare Łąki | przysiółek |

## Historia
W czasie I Rzeczypospolitej Bieliny leżały na terenie województwa sandomierskiego, w latach 1810–1815 w departamencie radomskim Księstwa Warszawskiego, w latach 1816–1837 w obwodzie radomskim województwa sandomierskiego, w latach 1837–1844 w guberni sandomierskiej i wreszcie w latach 1845–1915 na terenie guberni radomskiej Królestwa Kongresowego.
W latach 1919–1939 miejscowość administracyjnie należała do powiatu kozienickiego, w województwie kieleckim.
W czasie okupacji pod niemiecką administracją Generalnego Gubernatorstwa.